# Relações entre Arábia Saudita e Singapura
As relações entre Arábia Saudita e Singapura começaram em novembro de 1977. A ambição de desenvolver laços entre os dois países tem sido mútua. O comércio bilateral entre Singapura e Arábia Saudita foi determinado em US$ 23 bilhões em 2013. Grande parte disso foi devido ao petróleo, que é a principal exportação para Singapura. As empresas sauditas industriais não petrolíferas exportam seus produtos que incluem petróleo bruto, petroquímicos, plásticos, alumínio, minerais, eletrodomésticos, materiais de construção. Além disso, algumas empresas sauditas baseiam suas operações em Singapura, procurando capitalizar principalmente a posição estratégica do país, que é o coração do mercado da Ásia-Pacífico.